# Tėlmėn nuur
Tėlmėn nuur (in mongolo: Тэлмэн нуур) è un lago salato di origine tettonica della Mongolia nord-occidentale. Si trova nella provincia del Zavhan, nei distretti di Nômrôg e Tėlmėn, a un'altitudine di 1.790 m s.l.m.; è lungo 28 km e largo 16 km e ha una profondità massima di 27 m. Nella parte sud-occidentale del lago ci sono tre piccole isole dove si raccolgono molti uccelli migratori.